# Старый Карбаш
Старый Карбаш (баш. Иҫке Ҡарбаш) — деревня в Буздякском районе Республики Башкортостан Российской Федерации. Входит в состав Тавларовского сельсовета.

## География

### Географическое положение
Расстояние до:
- районного центра (Буздяк): 28 км,
- центра сельсовета (Старотавларово): 3 км,
- ближайшей ж/д станции (Буздяк): 28 км.

## Население
| 2002 | 2009 | 2010 |
| ---- | ---- | ---- |
| 151  | ↘144 | ↘122 |

Согласно переписи 2002 года, преобладающие национальности — башкиры (65 %), татары (34 %).